# John Heartfield
John Heartfield (født 19. juni 1891 Berlin, Tyskland, død 26. april 1968 i Østberlin) er det anglificerede navn på den tyske fotomontage-kunstner og kommunist Helmut Herzfeld.
Da faderen i 1895 blev idømt fængselsstraf for gudsbespottelse, forlod familien Tyskland og slog sig ned i Schweiz, hvor forældrene døde i 1898. Heartfield kom til landsbyens katolske borgmester og senere i en anden plejefamilie.
Han ændrede sit navn i 1916 som protest mod den tyske propaganda mod England og den første verdenskrig, som han deltog i som infanterist. Han var en af grundlæggerne af dadaismen i Berlin i 1910'erne.
Han blev i 1918 medlem af det tyske kommunist parti.
Heartfield var som kommunist kraftigt antinazistisk og kom med voldsomme angreb mod Hitler og de andre naziledere i ætsende satiriske fotomontager.
Da nazisterne tog magten i 1933 kom SS-mænd for at arrestere Heartfield, men på strømpefødder lykkedes det ham at flygte ned ad sammenbundne lagner. Han nåede først til Tjekkoslovakiet og i 1938 til England. I 1934 blev Heartfield frataget sit tyske statsborgerskab.
1943-1950 arbejdede han for forskellige engelske forlag; hans bogomslag havde dog ikke politisk slagkraft. I 1950 vendte han hjem til Berlin.